# Мэрцишор

Мэрцишор

Мэрцишо́р (рум. Mărțișor, арум. M`arțu от рум. martie, «март») — традиционный праздник встречи весны в Молдове и Румынии. Празднуется 1 марта. В этот день люди дарят друг другу маленькие бутоньерки в виде цветочков из ниточек белого и красного цветов. Это украшение, так же как и праздник, называется мэрцишором.
С 1967 года в Молдове проходит международный музыкальный 10-дневный фестиваль, который тоже носит название «Мэрцишор».
В Болгарии и Северной Македонии существует праздник Баба Марта, в этот день принято дарить аналогичные бутоньерки, называемые там мартеницами.
В 2017 году, праздник и его символ в виде украшения, были включены в список культурного наследия человечества ЮНЕСКО, и были признаны касающимися   Болгарии, Северной Македонии, Молдовы и Румынии.

## Легенды о происхождении
Согласно одной молдавской легенде, в первый день марта вышла на опушку леса красавица Весна, огляделась и увидела как на проталинке, в зарослях терновника пробивается из-под снега подснежник по имени Гиочел. Она решила помочь ему и начала расчищать вокруг землю, освобождая его от колючих ветвей. Зима увидела это и рассвирепела. Взмахнула руками, призвала холодный ветер со снегом, чтобы уничтожить первоцвет. Слабый цветок поник под жестоким ветром. Но Весна прикрыла руками росток и укололась терновником. Из её пораненной руки упала капля горячей крови, и цветок ожил. Так Весна победила Зиму. Цвета мэрцишора символизируют её красную кровь на белом снегу.
По другой легенде, Солнце спустилось на землю в образе прекрасной девушки. Но злой Змей выкрал и закрыл его в своем дворце. После этого птицы перестали петь, дети забыли, что такое веселье и смех, и весь мир погрузился в печаль. Один смелый юноша по имени Фэт-Фрумос решился спасти Солнце. Целый год искал он дворец Змея, а когда нашёл, то вызвал его на бой. Долго они боролись, и в конце концов юноша победил Змея. Он освободил прекрасное Солнце. Оно поднялось на небо и осветило весь мир. Наступила весна, ожила природа, люди вспомнили, что такое радость, но отважный юноша не успел увидеть весну. Его теплая кровь стекала на снег. Упала последняя капля крови, он умер от ран. Там, где снег таял, вырастали белые цветы — подснежники, вестники весны. С той поры в честь освободителя мира от тьмы и грусти люди сплетают два шнурочка с цветочками белого и красного цветов. Красный цвет символизирует любовь к красоте и память о крови погибшего юноши, а белый — здоровье и чистоту подснежника, первого весеннего цветка.

## История
Исторические корни Мэрцишора остаются загадкой, но обычно считается, что этот праздник возник во времена Римской империи, когда Новый год праздновали 1 марта, месяца бога Марса. Марс был не только богом войны, но ещё и богом земледелия, содействующим возрождению природы. Эта двойственность отражена в Мэрцишоре, где белый и красный цвет можно понимать как символы мира и войны.
Археологические раскопки в Румынии доказывают, что амулеты, наподобие современного мэрцишора, существовали ещё около 8 тыс. лет назад. Тогда они делались в форме маленьких камешков, раскрашенных в белый и красный цвет, носившихся на шее. Впервые мэрцишор был упомянут Иордаке Голеску. Фольклорист Симон Флоря Мариан писал, что в Молдове и Буковине мэрцишор состоял из золотой или серебряной монеты на красно-белой нити, которую дети носили на шее. Девушки тоже носили мэрцишор на шее первые 12 дней весны, а потом вплетали его в волосы до прилёта аистов или до цветения первых деревьев. Тогда красно-белая нить привязывалась к дереву, а на монету покупали каш (вид овечьей брынзы).

## Традиции

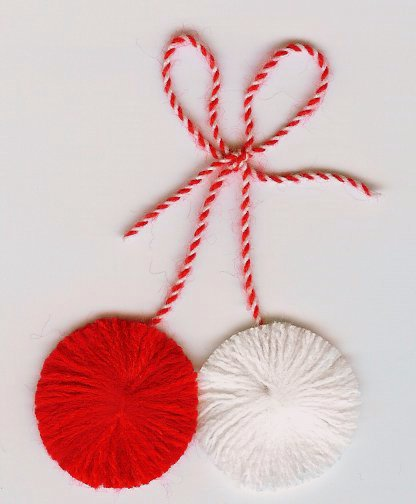
Мэрцишор

Мэрцишоры носят на одежде весь месяц, а 31 марта снимают и развешивают на цветущих фруктовых деревьях. Считается, что благодаря этому людям будет сопутствовать успех в течение всего будущего года. По поверью, если загадать желание, вешая мэрцишор на дерево, оно обязательно исполнится. В начале апреля во многих городах и сёлах Молдавии можно увидеть деревья, увешанные мэрцишорами.
В Молдове 1 марта каждого года начинается музыкальный фестиваль «Мэрцишор». Впервые этот фестиваль был проведён в 1967 году.
В некоторых районах Румынии мэрцишоры носят не весь март, а только две первые недели. Считается, что это приносит здоровье и благополучие. В трансильванских сёлах мэрцишоры привязывают к дверям, окнам, рогам домашних животных, так как считается, что они отгоняют злых духов и придают жизненные силы. В жудеце Бихор есть поверье, что надо умыться дождевой водой, собранной 1 марта, чтобы стать красивее и здоровее. В Банате девушки собирают воду или снег с листьев земляники и умываются, чтобы быть любимыми. В Добрудже мэрцишор носят до прилёта аистов, а потом бросают его в небо, чтобы счастье было «большим и крылатым».